# Kristo Dako
Kristo Anastas Dako (ur. 24 grudnia 1876 w Korczy, zm. 16 grudnia 1941 w Tiranie) – albański pedagog, działacz niepodległościowy i dziennikarz.

## Życiorys
Pochodził z rodziny kupieckiej, wyznania prawosławnego, był synem Anastasa Dako. W dzieciństwie wyemigrował wraz z rodzicami do Bukaresztu. Tam też ukończył szkołę średnią i studia matematyczne na uniwersytecie bukareszteńskim. W 1900 pełnił funkcję sekretarza organizacji Shpresa, skupiającej studentów albańskich w Bukareszcie. Po studiach wyjechał do USA, gdzie studiował filozofię na Uniwersytecie Oberlind. W 1908 otworzył szkołę z językiem albańskim w Natick (Massachusetts).
W 1910 został dyrektorem Szkoły Pedagogicznej w Elbasanie (Shkolla Normale), pierwszej szkoły kształcącej albańskich nauczycieli. W 1912 powrócił do USA, gdzie pełnił funkcję redaktora naczelnego pisma Dielli (Słońce), związane z Panalbańską Federacją Vatra. Uczestnik konferencji pokojowej w Paryżu, jako przedstawiciel albańskiej diaspory. W 1919 dwukrotnie spotkał się z prezydentem USA, Woodrowem Wilsonem, prezentując mu stanowisko diaspory albańskiej dot. państwa albańskiego.
W 1921 powrócił do Albanii i został wybrany deputowanym do parlamentu. W grudniu 1921 pełnił funkcję ministra edukacji, w rządzie Hasana Prishtiny. Wspólnie z żoną Sevasti i jej siostrą Parashqevi był twórcą Instytutu dla Dziewcząt Qiriazi (Instituti Femëror të Vajzave “Kirias”) i autorem oficjalnej biografii króla Zoga I. Był odznaczony Orderem Skanderbega.
Z małżeństwa z Sevasti Qiriazi Dako miał dwóch synów (Aleksander i Gjergji). Obaj byli prześladowani w czasach komunistycznych. W tym czasie grób Kristo Dako w Korczy został zniszczony.

## Twórczość
- 1919: Albania: The Master Key to the Near East, wyd. Boston
- 1937: Zogu the First, King of the Albanians. A Sketch of His Life and Times, wyd. Tirana.